# Linear (banda)
Linear foi um trio de freestyle formado em 1989 na cidade de Miami, Flórida, e os integrantes do trio eram o vocalista Charlie "Steele" Pennachio, percussionista Joey "Bang" Restivo e o guitarrista Wyatt Pauley.
Eles são melhores lembrados pela sua canção "Sending All My Love", que foi lançada em 1989 e alcançou sucesso, chegando a posição de número #5 na Billboard Hot 100 e também sendo certificado Ouro, pelas mais de quinhentas mil cópias vendidas do single nos Estados Unidos. Essa canção também foi bastante popular no Brasil.

## Discografia

### Álbuns de estúdio
| 1990                                               | Linear - Lançado: 21 de Março de 1990 - Gravadora: Atlantic Records               | 37 | 52 |
| 1992                                               | Caught in the Middle - Lançado: 28 de Abril de 1992 - Gravadora: Atlantic Records | —  | —  |
| "—" denota um lançamento que não entrou na parada. |                                                                                   |    |    |

### Singles
| 1990                                               | "Sending All My Love"   | 20 | 5  | 13 | E.U.A.: Ouro | Linear               |
| 1990                                               | "Don't You Come Cryin'" | —  | 70 | —  |              | Linear               |
| 1990                                               | "Something Going On"    | —  | —  | —  |              | Linear               |
| 1992                                               | "T.L.C."                | 43 | 30 | 43 |              | Caught in the Middle |
| 1992                                               | "Smile If You Like Sex" | —  | —  | —  |              | Caught in the Middle |
| 1994                                               | "Let's Go All the Way"  | —  | —  | —  |              | 12"/CD Single        |
| "—" denota um lançamento que não entrou na parada. |                         |    |    |    |              |                      |